# Mars la bleue

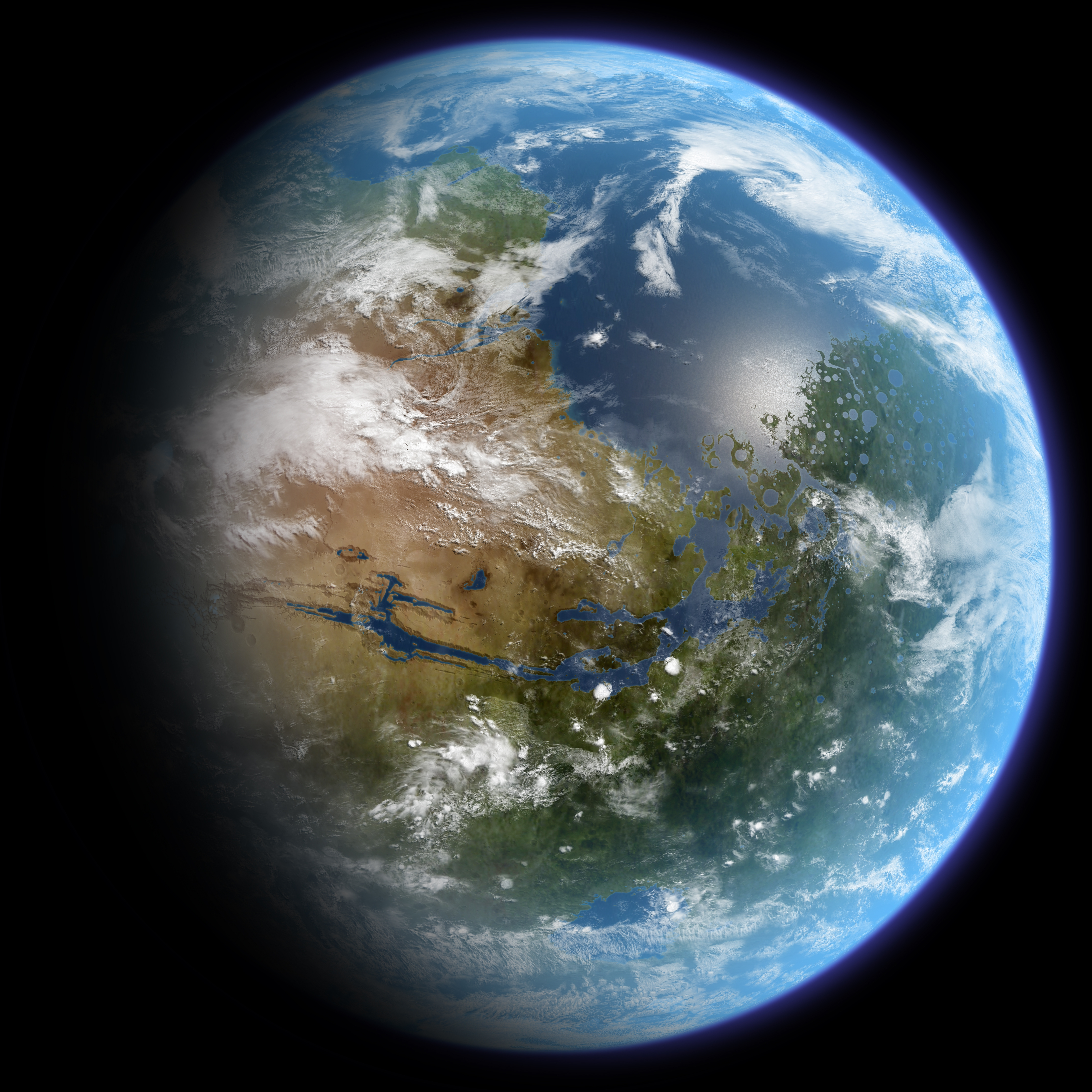
Une vision d'artiste de Mars terraformé centré sur Valles Marineris. Tharsis est visible sur le côté gauche.

Mars la bleue (titre original : Blue Mars) est l'un des romans de Kim Stanley Robinson, publié en 1996, prenant place au sein de La Trilogie de Mars après la colonisation et la terraformation de la planète Mars évoqués dans Mars la rouge (1992) puis Mars la verte (1993).

## Publications et traductions
L'ouvrage a été publié en français par les éditions Presses de la Cité  (ISBN 2-258-04428-6), les éditions France Loisirs  (ISBN 2-7441-2909-7) puis enfin les éditions Pocket  (ISBN 2-266-12851-5).

## Liste des chapitres
1. La montagne de Paon
2. Aréophanie
3. Une nouvelle Constitution
4. Verte Terre
5. Chez soi, enfin
6. Ann dans l'Outback
7. Faire marcher les choses
8. Le Vert et le Blanc
9. Histoire naturelle
10. Werteswandel
11. Viriditas
12. Ça va si vite
13. Procédures environnementales
14. Le Lac du Phénix

## Résumé
Mars la bleue tire son titre de l'étape de terraformation qui voit l'augmentation de la pression atmosphérique et de la température jusqu'à permettre l'apparition d'eau liquide à la surface de la planète, formant des rivières et des mers.
Il suit la fin de Mars la verte mais couvre un champ beaucoup plus large que les deux romans précédents, relatant un siècle entier après la Seconde Révolution et montrant la propagation de la colonisation humaine dans tout le système solaire, dans un processus de singularité technologique.

## Distinctions
Mars la bleue a remporté le prix Hugo du meilleur roman et le prix Locus du meilleur roman de science-fiction 1997.